# Адіабатна електронна спорідненість
Адіабатна електронна спорідненість (рос. адиабатическое электронное сродство, англ. adiabatic electron affinity) — від'ємне значення внутрішньої енергії реакції
М + е– → М– (ΔЕ)
у випадку, коли заряджена та нейтральна молекулярні частинки знаходяться в своїх рівноважних геометріях:
ЕАa = — ΔЕ,
де ЕАa — електронна  спорідненість, ΔЕ — тепловий ефект хімічної реакції.